# Evangelische Kirche Rucken

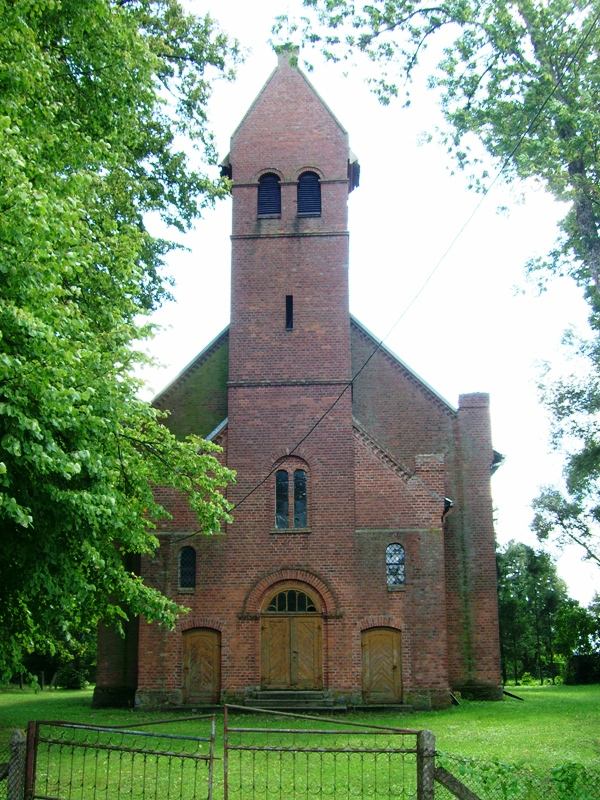
Evangelisch-lutherische Kirche Rucken

Die evangelische Kirche Rucken (heute als litauisch Rukų evangelikų liuteronų bažnyčia zur Evangelisch-Lutherischen Kirche in Litauen gehörig) befindet sich in Rukai im vormaligen Memelland. Sie stammt von 1886.

## Geschichte
Rucken, bis 1918 Teil des äußersten Nordostens Preußens, gehörte zur Gemeinde Coadjuthen der Kirchenprovinz Ostpreußen, doch der 13 km lange Weg war im Winter oft unpassierbar. Deshalb wurde von 1885 bis 1886 im Ort eine eigene Kirche erbaut. Zum Kirchspiel gehörten Rucken, Annuschen, Jecksterken, Kaszemeken, Kowgirren, Maszeiten, Mikut-Krauleiden, Mohlgirren, Pakamonen, Schillgallen, Dorf und Forst und Gut, Gut Aley-Meschkeitm Skerswethen, Spingen, Steppon, Rödszen, Stonischken, Stumbragirren, Tutteln, Uszhaminen, Forstereien Jecksterken und Paul-Beistrauch. Anfang des 20. Jahrhunderts schenkte der Frauenverein Rucken eine Altarbekleidung. Die Kirche wurde mit schwarzen und weißen Fliesen ausgelegt. Rucken hatte in preußischer Zeit neben dieser damals unierten auch eine evangelische Kirche Augsburgischen Bekenntnisses. Dieser Bau existiert aber nicht mehr.

## Bauwerk
Der Bau in Ost-West-Richtung hat einen 30 m hohen stumpfen Turm. In der Apsis befinden sich drei bleiverglaste Fenster. Das Hauptportal befindet sich im Turm. Das Kirchenschiff ist zweiteilig und trägt eine Flachdecke. Entlang der beiden Längsseiten ziehen sich Emporen. Auf der Westempore steht die Orgel.
Die Kanzel links vom Altar ist von der Sakristei aus zugänglich.